# Hanley
Hanley – miasto w Anglii, w hrabstwie ceremonialnym Staffordshire, w dystrykcie (unitary authority) Stoke-on-Trent. Leży 25 km na północ od miasta Stafford i 219 km na północny zachód od Londynu.